# Amarradura

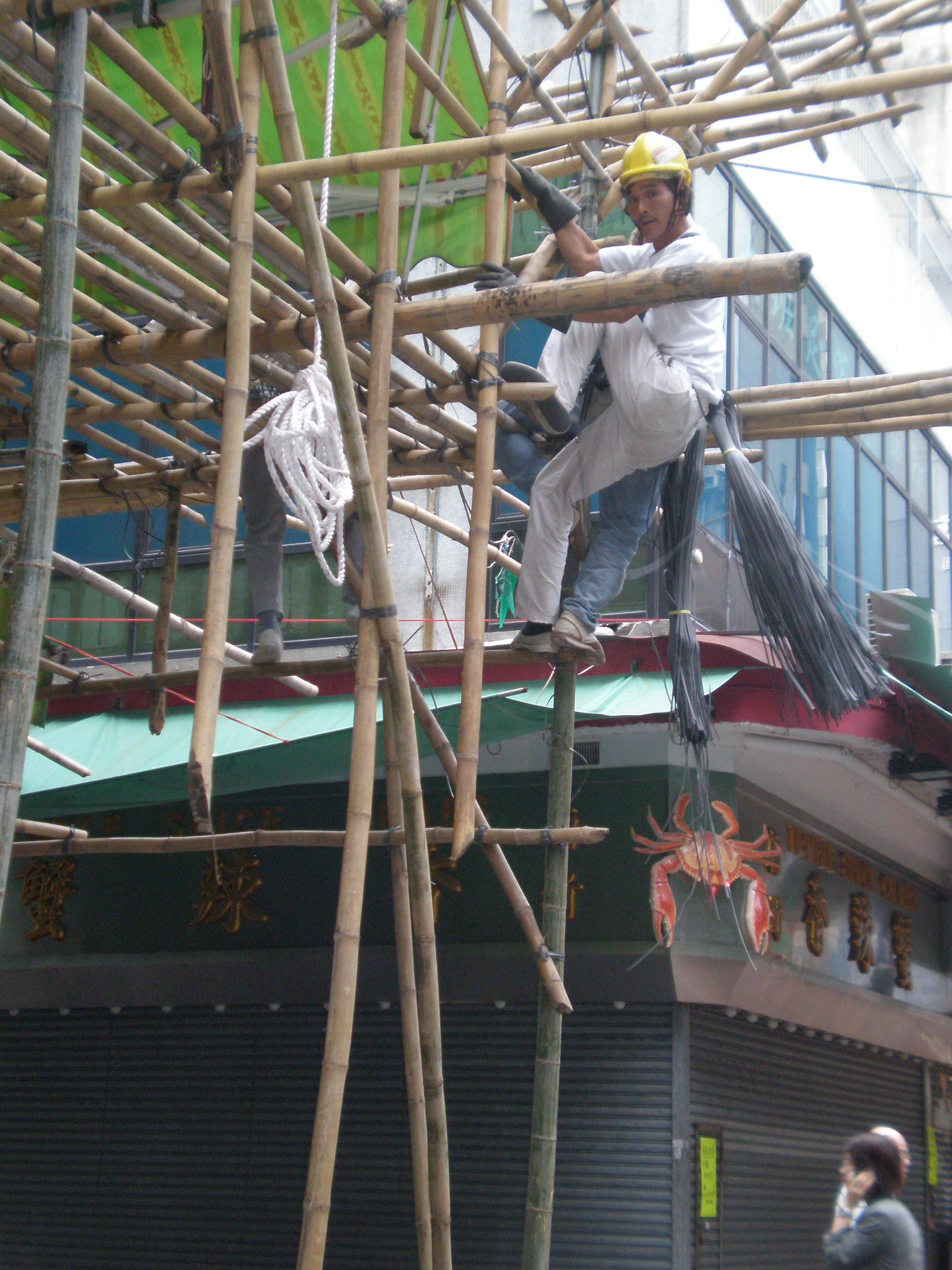
Andamios de bambú asegurados con amarres en Kowloon.

Una amarradura o atadura es una unión realizada con cuerda, alambre, cadena o cualquier otro material que permita realizar ligaduras para asegurar y sujetar dos o más elementos.

## Tipos de amarres

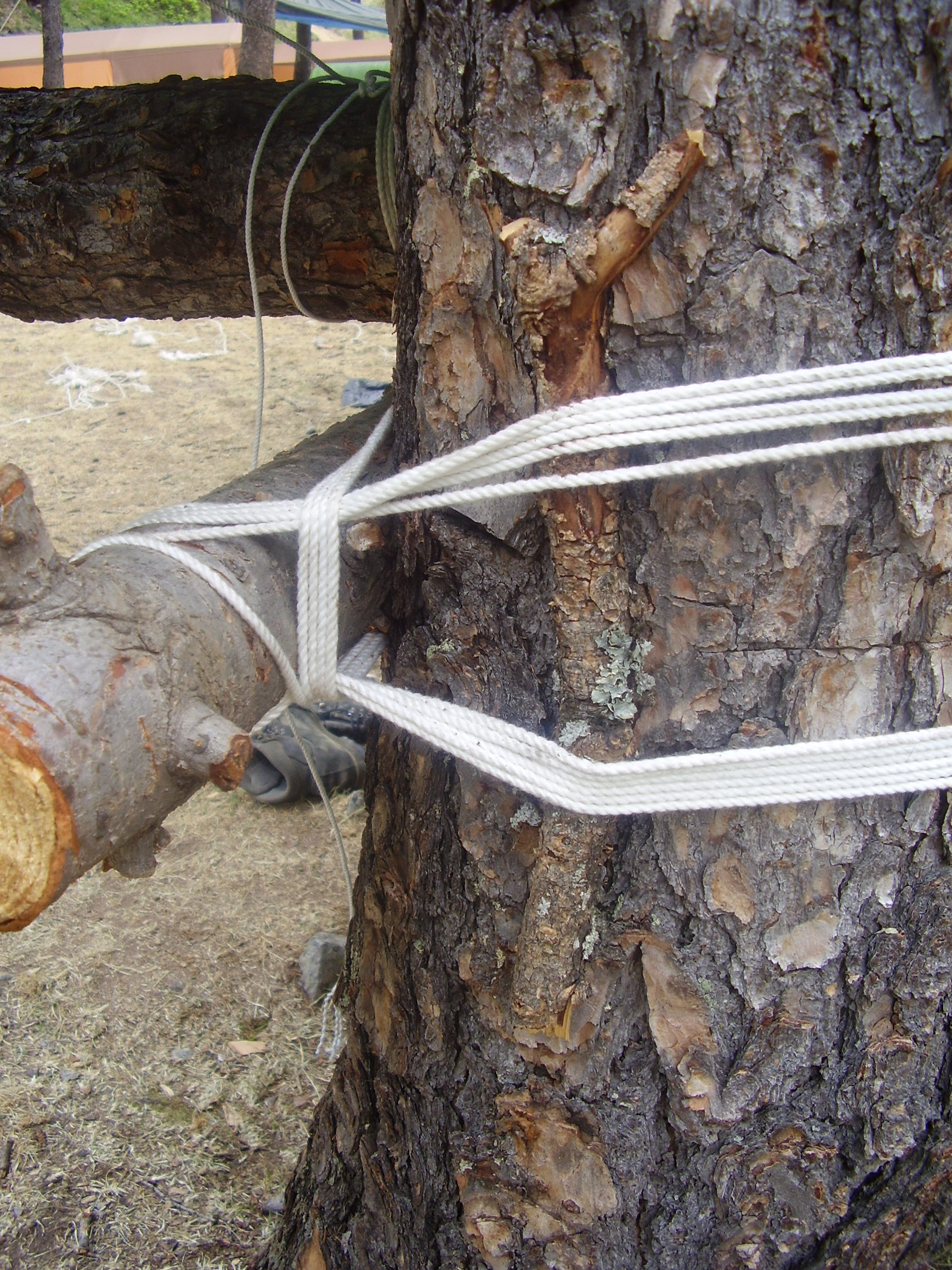
Un amarre cuadrado que une un mástil de madera al tronco de un árbol. Las vueltas de cuerda entre el árbol y el mástil se anudan con fuerza.

### Amarre cuadrado
El amarre cuadrado es un método de unión utilizado para dos palos colocados en cruz, de modo que uno sujete al otro. Existen varios tipos, pero todos consisten en dar varias vueltas alrededor de los largueros y luego asegurar la línea que corre entre ellos por medio de fuertes anudados.
El nudo más utilizado para este tipo de amarre es el ballestrinque.

### Amarre diagonal
El amarre diagonal se utiliza para unir postes y evitar que se muevan. Recibe su nombre del hecho de que las vueltas envolventes cruzan los postes en diagonal y se utilizan para unirlos donde no se tocan, como en el soporte en «X» de un caballete.

### Amarre en ocho
El amarre en ocho (amarre de corte de dos largueros) se usa para unir dos postes paralelos que se abren en forma de «A». El nudo ballestrinque se ata solo alrededor de un poste y se dan vueltas entre los dos postes. Se utiliza, por ejemplo, para hacer balsas, mesas y bases para campamentos elevados.

### Amarre redondo
El amarre redondo se utiliza para amarrar dos postes de modo que uno sea una extensión del otro, para hacer un mástil, por ejemplo.

### Amarre para trípode
El amarre para trípode se utiliza para crear un trípode, y es también a base para elaborar estructuras más complejas.